# Miro Žeravica
Miro Žeravica (18. travnja 1972.), hrvatski bivši plivač, član PK Grdelin, PK Igra, PK Sisak Janaf i PK Jadran. Hrvatski je bivši reprezentativac. 